# Will McDonald (attore australiano)
Will McDonald (Sydney, 21 settembre 1999) è un attore australiano, noto per aver recitato nelle serie Home and Away e Heartbreak Hight.

## Biografia
Ha un fratello maggiore chiamato, James McDonald.
Nel 2012 ottiene il suo primo ruolo importante nella popolare serie australiana Home and Away, dove interpreta Jett James. Tuttavia, la notorietà mondiale la raggiunge nel 2022 con il ruolo di Douglas “Ca$h” Piggott, nella serie televisiva Heartbreak High, prodotta da Netflix e sequel dell'omonima serie degli anni novanta.

## Filmografia

### Cinema
- Blaze, regia di Del Kathryn Barton (2022)

### Televisione
- Home and Away (Home and Away) – serie TV (2012-2019)
- Heartbreak High – serie TV 16 episodi (2022-2024)
- Granny Flat Comedy – serie TV (2024)

## Doppiatori italiani
Nelle versioni in italiano delle opere in cui ha recitato, Will McDonald è stato doppiato da:
- Alessandro Navarino in Heartbreak High[1][2]

## Riconoscimenti
- Logie Award
  - 2013 - Candidatura al più popolare nuovo talento maschile per Home and Away